# Tylopoda
Tradicionalmente os Tilópodes (Tylopoda, do grego tylê "calo, protuberância", e pous (pod-) "pé") são uma subordem da ordem dos Artiodáctilos.
A única família viva é a dos Camelidae. Grupos extintos incluíam os Protoceratidae, animais velozes e dotados de chifres, restritos ao continente norte-americano, e Xiphodontidae, formas primitivas restritas à Europa.

## Classificação
- Subordem Tylopoda Illiger, 1811
  - Família †Xiphodontidae Flower, 1884
- Superfamília †Protoceratoidea Marsh, 1891
  - Família †Protoceratidae Marsh, 1891
- Superfamília Cameloidea Gray, 1821
  - Família †Oromerycidae Gazin, 1955
  - Família Camelidae Gray, 1821